# Isopropylidenglycerin
Isopropylidenglycerin, auch Solketal, ist eine chemische Verbindung aus der Gruppe der Acetonide und der Dioxolane. Das Derivat des Glycerins mit einer Isopropyliden-Schutzgruppe ist bei Raumtemperatur flüssig.

## Stereochemie
Isopropylidenglycerin besitzt ein Stereozentrum und es existieren daher zwei verschiedene und zueinander enantiomere Verbindungen (R)- und (S)-Isopropylidenglycerin.
| Isomere von Isopropylidenacetal |                                                                                                 |                                                                                                 |
| Name                            | (S)-Isopropylidenglycerin                                                                       | (R)-Isopropylidenglycerin                                                                       |
| Andere Namen                    | - (S)-2,2-Dimethyl-4-hydroxymethyl-1,3-dioxolan - (+)-2,2-Dimethyl-4-hydroxymethyl-1,3-dioxolan | - (R)-2,2-Dimethyl-4-hydroxymethyl-1,3-dioxolan - (–)-2,2-Dimethyl-4-hydroxymethyl-1,3-dioxolan |
| Strukturformel                  |                                                                                                 |                                                                                                 |
| CAS-Nummer                      | 22323-82-6                                                                                      | 14347-78-5                                                                                      |
| CAS-Nummer                      | 100-79-8 (Racemat)                                                                              |                                                                                                 |
| EG-Nummer                       | 244-910-8                                                                                       | 604-360-5                                                                                       |
| EG-Nummer                       | 202-888-7 (Racemat)                                                                             |                                                                                                 |
| ECHA-Infocard                   | 100.040.812                                                                                     | 100.109.943                                                                                     |
| ECHA-Infocard                   | 100.002.626 (Racemat)                                                                           |                                                                                                 |
| PubChem                         | –                                                                                               | –                                                                                               |
| PubChem                         | 7528 (Racemat)                                                                                  |                                                                                                 |
| Wikidata                        | Q72469858                                                                                       | Q72469856                                                                                       |
| Wikidata                        | Q2968854 (Racemat)                                                                              |                                                                                                 |

## Herstellung
Solketal wird synthetisch aus Glycerin und Aceton in Anwesenheit von Säuren hergestellt.

## Chemische Eigenschaften
Die Isopropylidenacetal-Gruppe gilt als sogenannte Schutzgruppe für zwei Hydroxygruppen, dadurch kann an der Dritten, noch freien Hydroxygruppe, eine selektive Reaktion stattfinden. Später kann man die Schutzgruppe im Sauren wieder abspalten und erhält die zwei Hydroxygruppen zurück.

## Verwendung
Isopropylidenglycerin wird als Synthesebaustein in der chemischen und pharmazeutischen Industrie verwendet.